# Estádio Constantino Tavares
O Estádio Constantino Tavares é um estádio de futebol situado na cidade de Propriá, Sergipe. É utilizado para jogos de mando de campo do Esporte Clube Propriá. Tem capacidade para 5.000 pessoas.